# Stereopalpus bifidus
Stereopalpus bifidus är en skalbaggsart som beskrevs av Abdullah 1965. Stereopalpus bifidus ingår i släktet Stereopalpus och familjen kvickbaggar. Inga underarter finns listade i Catalogue of Life.